# Otto von Weimar-Orlamünde
Otto von Weimar-Orlamünde (13. Jahrhundert), Graf von Weimar-Orlamünde, aus dem Geschlecht der Askanier war ein Sohn des Grafen Hermann II. und der Prinzessin Beatrix von Andechs-Meranien, eine Tochter des Herzogs Otto I. von Meranien.
Als sein Vater starb, war er wie alle seine Geschwister unmündig. In den historischen Quellen ist er schwer greifbar. Über sein Leben ist daher kaum etwas bekannt. Wie sein Bruder Hermann von Weimar-Orlamünde war er ebenfalls im geistlichen Stand. Sicher ist, dass er von 1265 bis 1308 Domherr zu Würzburg war. Möglicherweise starb er auch im Jahr 1308 mit dem Ende seiner Tätigkeit als Domherr. Aufgrund seines Standes hatte er höchstwahrscheinlich keine Nachkommen. Quellbelegungen hierüber gibt es nicht.